# Dipartimento per le politiche giovanili e le attività sportive
Il Dipartimento per le politiche giovanili e le attività sportive è stato un dipartimento del governo italiano, incardinato nella Presidenza del Consiglio dei ministri, istituito nel 2006 e soppresso nel 2008.

## Storia
Nel 2006 (Governo Prodi II) le funzioni relative alle politiche giovanili e allo sport furono sottratte al Ministero per i beni e le attività culturali e furono attribuite ad un'apposita struttura, il Dipartimento per le politiche giovanili e le attività sportive, incardinato presso la Presidenza del Consiglio dei ministri. Le relative competenze furono delegate ad un Ministro senza portafoglio, Giovanna Melandri, con l'incarico di Ministro per la politiche giovanili e le attività sportive.
Nel 2008 (Governo Berlusconi IV) il Dipartimento fu scorporato:
- il Dipartimento per le politiche giovanili, poi ridenominato Dipartimento per la gioventù, le cui competenze furono delegate al Ministro per la gioventù Giorgia Meloni;
- l'Ufficio per lo sport, quale ufficio di diretta collaborazione del Presidente del Consiglio, con funzioni delegate al Sottosegretario alla Presidenza del Consiglio Rocco Crimi.

Nel 2011 (Governo Monti) le funzioni in materia di politiche giovanili furono delegate al Ministro per la cooperazione internazionale e l'integrazione Andrea Riccardi, mentre le funzioni in materia di attività sportive furono delegate a Piero Gnudi, in qualità di Ministro per il turismo, lo sport e gli affari regionali.
Nel 2012 l'Ufficio per lo sport fu incardinato all'interno del Dipartimento per gli affari regionali (DPCM 15 febbraio 2012), poi divenuto Dipartimento per gli affari regionali, il turismo e lo sport, mentre il Dipartimento per la gioventù divenne Dipartimento della gioventù e del servizio civile nazionale (DPCM 21 giugno 2012).
Nel 2013 (Governo Letta) le competenze in materia di politiche giovanili e di sport, pur facendo capo a due distinti Dipartimenti, furono entrambe delegate al Ministro per le pari opportunità Josefa Idem. Dopo le dimissioni del Ministro, le sue deleghe furono così ripartite: le politiche giovanili al Ministro per l'integrazione Cécile Kyenge; lo sport al Ministro per gli affari regionali Graziano Delrio; le pari opportunità al vice Ministro del lavoro e delle politiche sociali Maria Cecilia Guerra.
Nel 2014 (Governo Renzi) le funzioni del Dipartimento della gioventù e del servizio civile nazionale furono delegate al Ministro del lavoro e delle politiche sociali Giuliano Poletti, mentre quelle relative allo Sport al Sottosegretario alla Presidenza del Consiglio Graziano Delrio, che aveva anche le deleghe in materia di coesione territoriale.